# Belägringen av Lille
Belägringen av Lille var en 18 dagar lång belägring av staden Lille, under devolutionskriget, som pågick 1667—1668, krigets enda större slag. Fransmännen segrade.